# Beru (Jereweh)
Beru is een bestuurslaag in het regentschap Sumbawa Barat van de provincie West-Nusa Tenggara, Indonesië. Beru telt 3236 inwoners (volkstelling 2010).